# Renault Type EE
Der Renault Type EE war ein frühes Personenkraftwagenmodell von Renault. Er wurde auch 22 CV genannt.

## Beschreibung
Die nationale Zulassungsbehörde erteilte am 20. März 1914 seine Zulassung. Vorgänger war der Renault Type DO. Im gleichen Jahr endete die Produktion ohne Nachfolger.
Ein wassergekühlter Sechszylindermotor mit 85 mm Bohrung und 150 mm Hub leistete aus 5107 cm³ Hubraum 22 PS. Die Motorleistung wurde über eine Kardanwelle an die Hinterachse geleitet. Die Höchstgeschwindigkeit war je nach Übersetzung mit 52 km/h bis 78 km/h angegeben.
Bei einem Radstand von 363,7 cm und einer Spurweite von 145 cm war das Fahrzeug 493 cm lang und 176 cm breit. Der Wendekreis war mit 14 Metern angegeben. Das Fahrgestell wog 1100 kg. Torpedo, Limousine und Landaulet sind überliefert.